# Nunatak Majak
Der Nunatak Majak (Transkription von russisch Нунатак Маяк ‚Leuchtturm-Nunatak‘) ist ein Nunatak im ostantarktischen Coatsland. Er gehört zu einer Gruppe verstreuter Nunatakker in der Shackleton Range.
Russische Wissenschaftler benannten ihn.